# Храмцов Олександр Іванович
Олександр Іванович Храмцов (10 травня 1921, село Аверінське (Аверіно), тепер Сисертського міського округу Свердловської області, Російська Федерація — 19 листопада 2004, місто Єкатеринбург, Російська Федерація) — радянський діяч, новатор виробництва, зуборізальник Уралмашзаводу імені Серго Орджонікідзе міста Свердловська (Єкатеринбурга). Член ЦК КПРС у 1971—1981 роках. Депутат Верховної ради СРСР 5—6-го скликань. Герой Соціалістичної Праці (9.07.1966).

## Біографія
Народився в селянській родині. Закінчив семирічну школу в селищі Пишма (тепер — місто Верхня Пишма). З 1937 по 1938 рік навчався в школі фабрично-заводського учнівства (ФЗУ) при Уральському заводі важкого машинобудування імені Серго Орджонікідзе (Уралмашзаводі) міста Свердловська.
У 1939—1984 роках — зуборізальник, бригадир зуборізальників цеху № 29 Уралмашзаводу імені Серго Орджонікідзе міста Свердловська.
У 1958 році закінчив вечірнє відділення Свердловського машинобудівного технікуму.
Член КПРС з 1962 року.
Указом Президії Верховної Ради СРСР від 9 липня 1966 року за видатні заслуги у виконанні завдань семирічного плану і досягнення високих техніко-економічних показників в роботі Храмцову Олександру Івановичу присвоєно звання Героя Соціалістичної Праці з врученням ордена Леніна і золотої медалі «Серп і Молот».
З 1984 року — персональний пенсіонер у місті Свердловську (Єкатеринбурзі).
Помер 19 листопада 2004. Похований на Верхньопишмінському (Олександрівському) цвинтарі.

## Нагороди і звання
- Герой Соціалістичної Праці (9.07.1966)
- орден Леніна (9.07.1966)
- орден Жовтневої Революції (25.01.1973)
- медалі
- Державна премія СРСР (27.10.1977)
- Почесний громадянин міста Свердловська (.11.1967)